# Întuneric

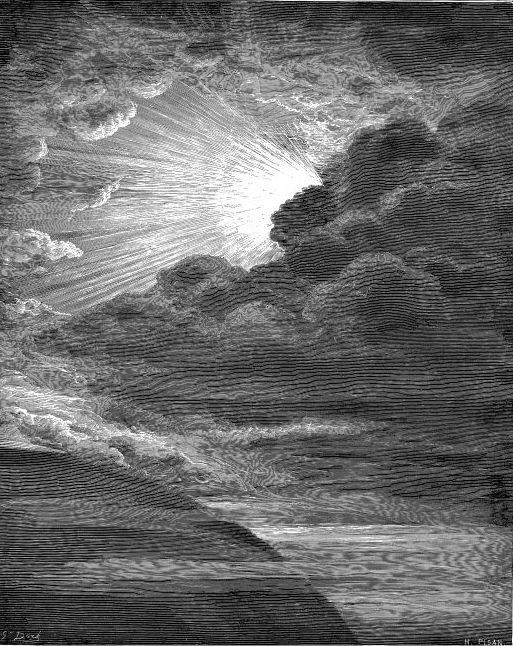
The Creation of Light, de Gustave Doré

Întunericul sau întunecimea, opusul polar al luminozității, se înțelege ca fiind o absență a luminii vizibile. De asemenea este înțeles ca apariție a negrului într-un spațiu de culoare.
Oamenii sunt în imposibilitatea de a distinge culoarea atunci când predomină  lumină puternică sau întuneric.  În condiții de lumină insuficientă, percepția este acromatica și în cele din urmă, de negru.
Răspunsul emoțional la întuneric a generat metaforic diferite uzanțe ale termenului în multe culturi.